# هیمن و هیب
هیمن و هیب یک منطقهٔ مسکونی در سومالی است.